# Pediocharis
Pediocharis är ett släkte av steklar. Pediocharis ingår i familjen finglanssteklar.
Kladogram enligt Catalogue of Life:
| Pediocharis | \| \| Pediocharis albipes \| \| \| \| \| \| Pediocharis malaris \| \| \| \| |
|             | \| \| Pediocharis albipes \| \| \| \| \| \| Pediocharis malaris \| \| \| \| |
|             | Pediocharis albipes                                                         |
|             |                                                                             |
|             | Pediocharis malaris                                                         |
|             |                                                                             |